# Glaucosphaeraceae
Famille
Genres de rang inférieur
- Glaucosphaera
- Neorhodella
- Rhodella

Les Glaucosphaeraceae sont une famille d’algues rouges unicellulaires de l’ordre des Glaucosphaerales.

## Liste des genres
Selon AlgaeBase (22 mai 2025), Catalogue of Life (22 mai 2025) et World Register of Marine Species (22 mai 2025) :
- genre Glaucosphaera Korshikov, 1930
- genre Neorhodella J.L.Scott, A.Yokoyama, C.Billard, J.Fresnel & J.A.West, 2008
- genre Rhodella L.V.Evans, 1970

## Systématique
Le nom correct complet (avec auteur) de ce taxon est Glaucosphaeraceae Skuja.

## Publication originale
- Skuja, H. (1954). III. Abteilung: Glaucophyta. In: A. Engler's Syllabus der Pflanzenfamilien: mit besonderer Berücksichtigung der Nutzpflanzen nebst einer Übersicht über die Florenreiche und Florengebiete der Erde, 12th ed. I Band Allgemeiner Teil Bakterien bis Gymnospermen. Mit 141 Abbildungen. (Melchior, H. & Werdermann, E. Eds), pp. 56-57. Berlin-Nikolassee: Gebrüder Borntaeger.